# Dendrobium bigibbum
Dendrobium bigibbum es una especie de orquídea de hábito epífita; originario de  Nueva Guinea y de Península del Cabo York de Queensland. Se ha naturalizado en Hawaii.

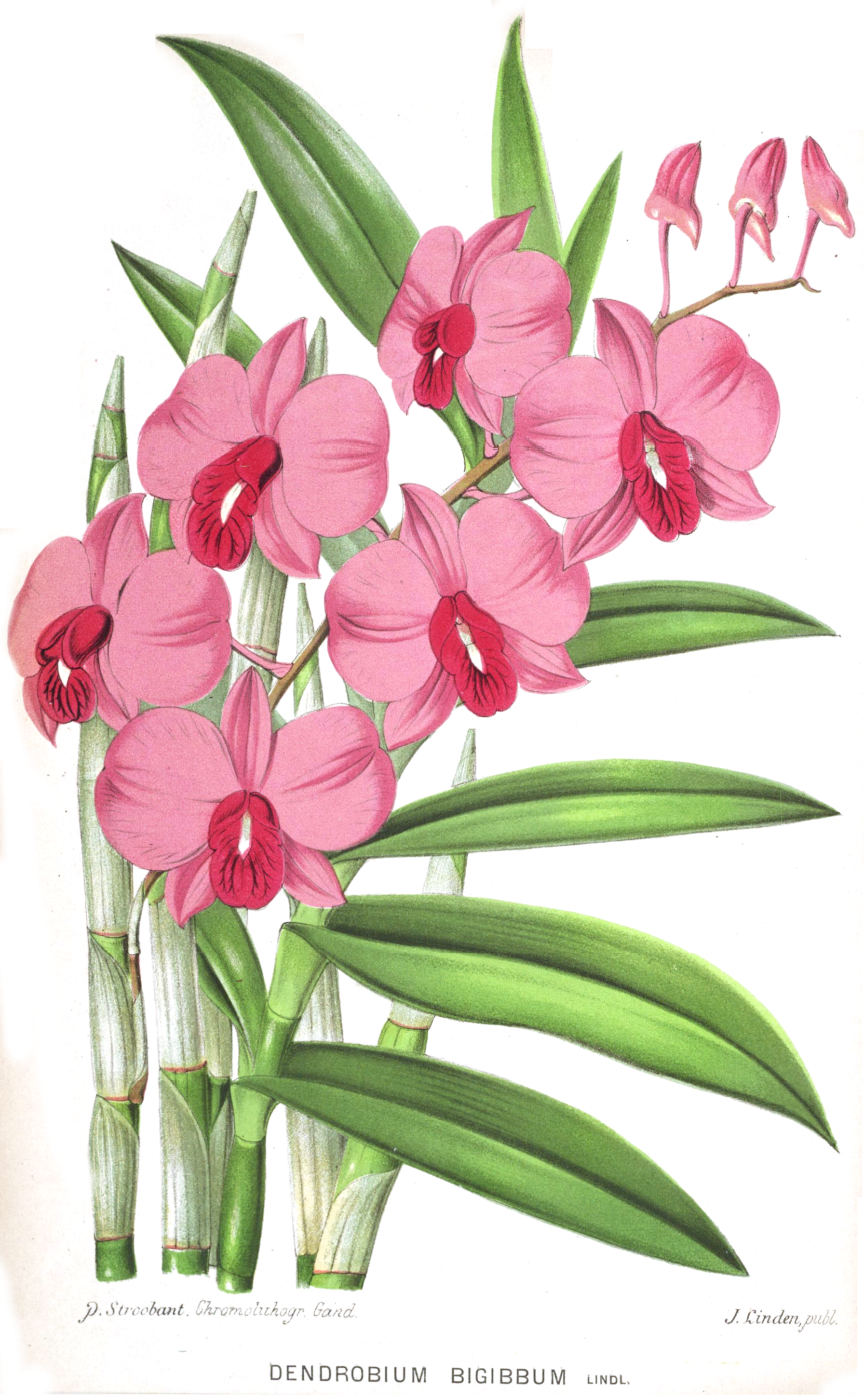
Ilustración

## Descripción
Es una orquídea de tamaño mediano a grande, de hábitos epífitas o litofitas  con pseudobulbos cilíndricos y estrechos que se estrechan ligeramente hacia ambos extremos, son de color verde o de color rojizo púrpura con tallos que llevan de 3 a 12 hojas, ovadas o lanceoladas, agudas,  en la mitad apical. Florece a mediados del verano hasta el invierno en una inflorescencia axilar de 30 cm, arqueadas en racimo con 2 a 20 flores grandes y de larga duración que surgen desde cerca del ápice de las cañas.

## Distribución y hábitat
Se encuentra en Queensland en Australia y Papúa Nueva Guinea, que crece en suelos semiárido, bajas elevaciones de nivel del mar hasta 400 metros

## Taxonomía
Dendrobium bigibbum  fue descrita por  John Lindley  y publicado en Paxton's Flower Garden 3: 25, f. 245. 1852.
Etimología
Dendrobium: nombre genérico que procede de la palabra griega (δένδρον) dendron = "tronco, árbol" y (βιος) Bios = "Vida", en resumen significa "viven sobre los troncos de los árboles" (por su naturaleza epifita).
bigibbum: epíteto
Sinonimia
- Callista bigibba (Lindl.) Kuntze (1891)
- Callista phalaenopsis (Fitzg.) Kuntze (1891)
- Callista sumneri (F. Muell.) Kuntze (1891)
- Dendrobium lithocola D.L. Jones & M.A. Clem. (1989)
- Dendrobium phalaenopsis Fitzg. (1880)
- Dendrobium sumneri F.Muell. (1868)
- Vappodes bigibba (Lindl.) M.A. Clem. & D.L. Jones (2002)
- Vappodes lithocola (D.L. Jones & M.A. Clem.) M.A. Clem. & D.L. Jones (2002)
- Vappodes phalaenopsis (Fitzg.) M.A. Clem. & D.L. Jones (2002)[1][4]